# 絕命大平台2
《絕命大平台2》（西班牙語：El hoyo 2）是2024年由加尔德·加兹特鲁-乌鲁蒂亚执导的一部西班牙科幻恐怖電影。这是2019年电影《絕命大平台》的前传，主演有米莱娜·史密特和霍维克·克乌切凯里安。该片于2024年10月4日在Netflix上映。

## 剧情
影片回归了“絕命大平台”的世界，这是一座大型的塔式“垂直自我管理中心”监狱，关押着各种罪犯。每层有两名囚犯居住，每天有一个悬浮的平台按时送来食物。各楼层的囚犯们开始相互攻击。

## 演員及角色
- 米莱娜·史密特（英语：Milena Smit） 飾演 佩蘭卜安（Perempuan）
- 霍维克·克乌切凯里安（英语：Hovik Keuchkerian） 飾演 薩米亞丁（Zamiatin）
- 娜塔莉·提娜 飾演 Sahabat
- 奧斯卡·賈恩那達（英语：Óscar Jaenada） 飾演 達金·巴比（Dagin Babi）
- 安東妮亞·聖胡安（英语：Antonia San Juan） 飾演 Imoguiri
- 佐里昂·埃奎勒（英语：Zorion Eguileor） 飾演 崔馬加西（Trimagasi）

## 制作
第一部电影于2020年3月在Netflix上发布。随后，这部影片在COVID-19大流行期间人气飙升，Netflix公司透露，该影片在发布的前四周内已有5600万家庭观看，成为其原创电影中观看量最多的影片之一。
在影片成功后不久，续集的讨论便开始了。2023年5月，Netflix宣布续集开拍，并确认加尔德·加兹特鲁-乌鲁蒂亚回归执导，霍维克·克乌切凯里安和米莱娜·史密特出演。
拍摄地点有巴拉卡尔多的畢爾包展覽中心。

## 发行
该片入选了第72届聖塞瓦斯蒂安國際電影節“美食影院”（Culinary Zinema）单元，并于2024年10月4日在Netflix上映。

## 评价

### 评论反应
根据評論匯總网站爛番茄汇总的11篇评论文章，55%的评论家给予该作正面评价，平均打分为5.8分（满分10分）。在Metacritic上，根據6位影評人給予46分（滿分100分），這部電影獲得了「評價褒貶不一或一般」。《衛報》评论家杰西·哈辛格（Jesse Hassenger）在他的评论中指出，虽然影片的“刑房思想实验”颇具吸引力，并暗示出对推想虚构作品而非单一的主题信息有更大的兴趣，但影片最终未能成功。他批评影片节奏过快，未能充分发展角色，虽然女主角脱颖而出且史密特表现不错，但故事缺乏稳定性，情节不断变化。他给影片打了两星（满分五星）。
RogerEbert.com的罗伯特·丹尼尔斯（Robert Daniels）对《絕命大平台2》进行了严厉的批评，指责影片除重复原作外毫无新意。他认为电影很快陷入了与前作相同的“预兆与隐喻”，甚至带回了前作中的角色，但没有增加任何新的内容。丹尼尔斯进一步表示，也许《絕命大平台2》根本不该被拍出来，最终给了影片1.5星（满分五星）。
IndieWire的大卫·埃利希（David Ehrlich）给影片打了“C+”的评分，写道尽管片中有足够的“恶心恐怖”让恐怖片爱好者坚持看到第三幕，但影片“逐渐对自己隐喻的局限性和含义感到无聊”。